# مدرسة الأمم (ماكاو)
مدرسة الأمم (بالبرتغالية: Escola das Nações)؛ (بالصينية:聯國學校)، هي مدرسة مستوحاة من المبادئ البهائية تقع في تايبا، ماكاو، وتتبع مؤسسة بديع.
تأسست المدرسة في عام 1988 نتيجةً لجهود عدد من سكان ماكاو والحكومة المحلية. وباعتبارها مدرسة دولية، تقدم خدماتها لكلٍ من العائلات الوافدة والمحلية من خلال برنامج ثنائي اللغة قوي يركز على الأدب الإنجليزي واللغة الصينية المندرينية.
يبلغ عدد طلاب المدرسة حالياً حوالي 600-700 طالب، يشكل طلاب ماكاو حوالي 70٪ منهم، بينما ينتمي الباقون إلى نحو 35 جنسية مختلفة. ومعظم أولياء أمور هؤلاء الطلاب الوافدين يعملون في القطاعين العام والخاص في ماكاو.

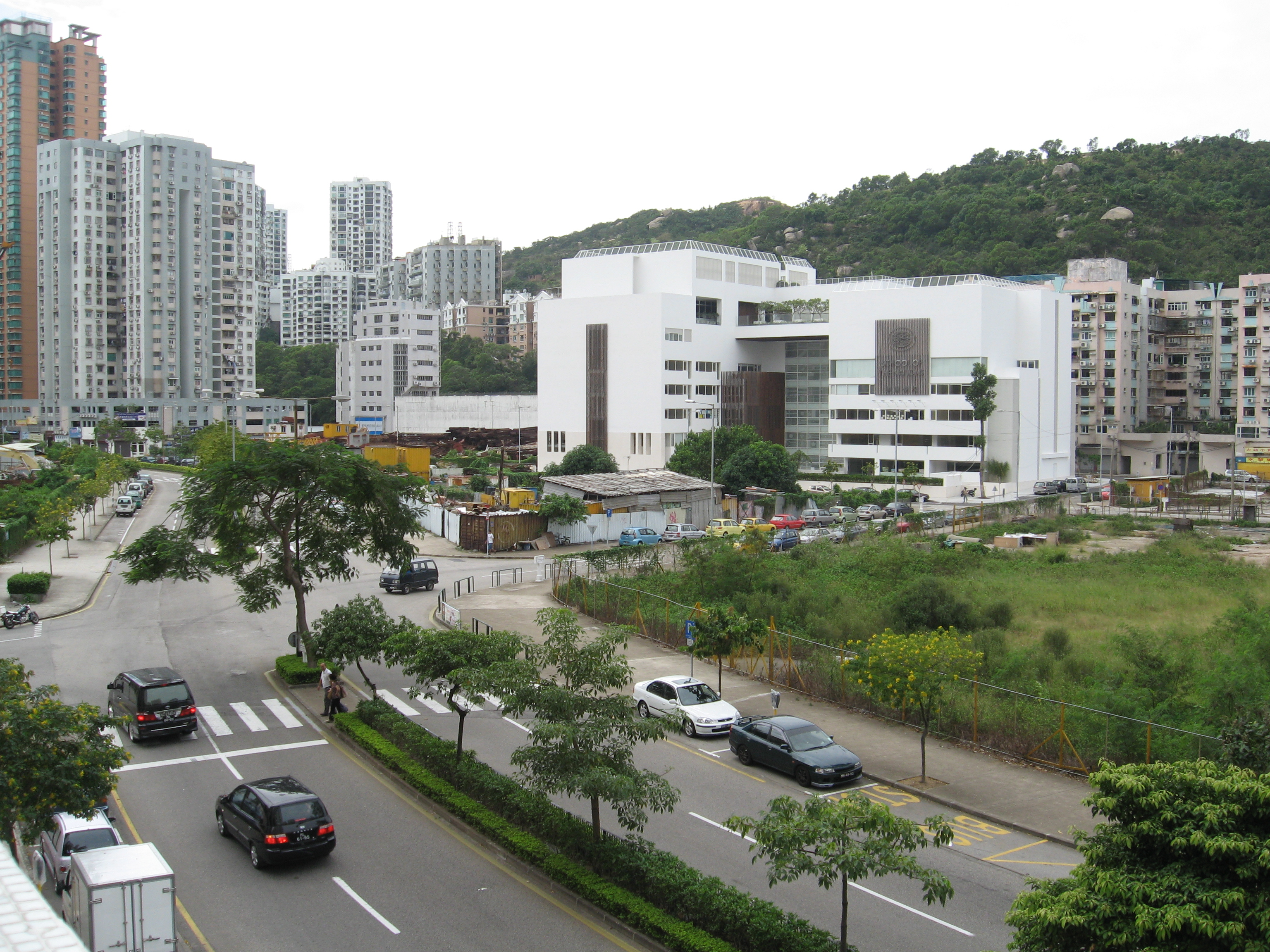
صورة بزاوية واسعة جداً للمدرسة.

## التاريخ
مدرسة الأمم هي مؤسسة تعليمية ذات توجه دولي، مرخصة من قبل حكومة ماكاو، وتعمل كمنظمة غير ربحية.

### التأسيس
افتتحت المدرسة في الأصل عام 1988 بخمسة طلاب فقط، جميعهم مسجلون في مرحلة رياض الأطفال. وجاء تأسيسها نتيجة جهود عدد من سكان ماكاو الذين رأوا حاجة المجتمع إلى مدرسة تقدم التعليم باللغة الإنجليزية.

### السنوات الأولى
بنهاية العام الدراسي 1989–1990، امتلأت المباني الأصلية الواقعة في مبنى "سينغ فو" إلى أقصى طاقتها. ومع ذلك، استمر الطلب على الالتحاق بالمدرسة في الارتفاع. ونتيجة لذلك، تقرر استئجار عقار إضافي في الطابق الرابع من مبنى "لي سان" كحل مؤقت إلى حين العثور على حل دائم. وقد استُخدمت هذه المقرات خلال العام الدراسي 1990–1991 مما أتاح للمدرسة استقبال نحو 200 طالب (زيادة بنسبة 100% عن العام السابق).
شهد العام الدراسي 1991–1992 زيادة بنسبة 35%، والعام الدراسي 1992–1993 زيادة بنسبة 29%، مما أوصل المدرسة إلى حالة حرجة من الاكتظاظ. وللاستجابة لهذا التدفق الكبير من الطلاب الجدد، بدأت المدرسة في عام 1994 باستئجار ممتلكات تجارية وتحويلها إلى صفوف دراسية.

### الركود الاقتصادي
في عام 1997، شهدت قارة آسيا بأكملها تدهورًا اقتصاديًا حادًا خلال الأزمة المالية الآسيوية. ونتيجة لذلك، انخفض عدد الملتحقين بالمدرسة. فتم اتخاذ قرار بإرجاع جميع العقارات المستأجرة، وتقليص النفقات العامة، والحد من القبولات الجديدة بما يتناسب مع الطاقة الاستيعابية للممتلكات المملوكة للمدرسة. ومنذ تلك الفترة وحتى عام 2008، حافظت المدرسة على عدد ثابت من الطلاب بلغ حوالي 260 طالبًا.

### التطورات الحديثة
في عام 2008، اكتمل بناء مبنى مدرسة الأمم. يقع المبنى في شارع "روى دو مينيو" بجزيرة تايبا، بالقرب من المجمع السكني مدينة نوفا. وقد أدى افتتاح هذا المبنى الحديث إلى زيادة كبيرة في قدرة المدرسة الاستيعابية، مما سمح بزيادة كبيرة في عدد الطلاب. ومنذ ذلك الحين، نمت المدرسة لتضم نحو 600 طالب وحوالي 100 موظف.

## المرافق
نظرًا لمحدودية الأراضي المتاحة في ماكاو، كانت المدرسة في بدايتها تقع داخل عقارات مستأجرة ضمن مبانٍ سكنية، وكانت الصفوف الدراسية تُعقد في شقق سكنية معدلة. أما الأنشطة البدنية والرياضية فكانت تُمارس في مرافق قريبة تعود لمدرسة حكومية، إضافة إلى استخدام مرافق عامة تتيح الوصول إلى ملاعب كرة السلة وكرة القدم المصغرة وحمامات السباحة، بينما كانت الاجتماعات المدرسية تُعقد في مركز ماكاو الثقافي.
في عام 2006، منحت إدارة التعليم في ماكاو المدرسة قطعة أرض مساحتها 2500 متر مربع على جزيرة تايبا، إلى جانب دعم مالي كبير لبناء الحرم المدرسي الجديد. ويقع المبنى الحالي للمدرسة على هذه الأراضي.
يمتد الحرم المدرسي الحالي على سبعة طوابق:
- الطابق الأرضي يضم مكتبة المدرسة وبعض صفوف رياض الأطفال.
- الطابق الأول يضم الكافتيريا ومزيدًا من صفوف رياض الأطفال.
- الطابق الثاني يتكون بالكامل من صفوف المرحلة الابتدائية.
- الطابق الثالث يضم صفوف المرحلة الإعدادية، ومختبر علوم واحد، وجناح الفنون بالمدرسة (ويشمل صفين للفنون، واستوديو دراما، وصفًا للموسيقى).
- الطابق الرابع يضم صفوف المرحلة الثانوية، وصالة مخصصة لطلاب المراحل العليا، ومختبرين للعلوم، بالإضافة إلى قاعة المدرسة.
- الطابق الخامس يحتوي على صالة الألعاب الرياضية التابعة للمدرسة.
- الطابقان السادس والسابع (السطح والسطح العلوي) عبارة عن مناطق أنشطة خارجية تُستخدم للرياضة والأنشطة الترفيهية.

## المنهج الدراسي
يُعد تطوير الشخصية، وتنمية روح الخدمة الاجتماعية والتعاون، بالإضافة إلى تعزيز الوعي البيئي، من المواضيع المحورية في البرنامج التعليمي لمدرسة الأمم.
ورغم استخدام المدرسة نظام التسمية ذي القسمين ("ابتدائي" و"ثانوي")، إلا أنها تعتمد داخليًا على تقسيم المراحل الدراسية إلى ثلاثة أقسام: المرحلة الابتدائية، والمرحلة الإعدادية، والمرحلة الثانوية، وذلك لتلبية احتياجات الطلاب المختلفة بشكل أفضل في كل مرحلة.
المنهج الدراسي القياسي الحالي للصفوف الدنيا (من الصف الأول الابتدائي حتى الصف الثامن) يتضمن:
- اللغة الإنجليزية
- اللغة الصينية القياسية
- أدب إنجليزي
- تاريخ عالمي
- علم الحاسوب
- جغرافيا
- تعليم العلوم (بدمج علم الأحياء وعلوم فيزيائية)
- رياضيات
- تربية بدنية
- فن
- دراما

وقد حاز برنامج تدريب الشخصية في المدرسة على الجائزة الأولى للابتكار في المناهج الدراسية من قبل إدارة التعليم وخدمات الشباب في ماكاو عام 1997. كما حصل على الجائزة الثالثة من قبل خدمات المدارس الدولية في مسابقتها العالمية لبرامج الخدمة المجتمعية.

### برنامج الشهادة الدولية العامة للتعليم الثانوي (IGCSE)
الشهادة الدولية العامة للتعليم الثانوي (IGCSE) هي منهج باللغة الإنجليزية يُقدَّم لطلاب المرحلة الثانوية بهدف إعدادهم لبرامج البكالوريا الدولية، ومستوى A، ومجلس تعليم الأعمال والتكنولوجيا. يعتمد البرنامج على شهادة المستوى العادي (O-Level) الأقدم، ويُعترف به دوليًا باعتباره مكافئًا للشهادة البريطانية GCSE.
يبدأ الطلاب دراسة برنامج IGCSE في الصف الثالث الثانوي (Form 3/الصف التاسع)، وعادةً ما يؤدون الامتحانات في نهاية العام الدراسي للصف الرابع الثانوي (Form 4/الصف العاشر). ومع ذلك، يُسمح للطلاب المتفوقين في مادتي اللغة الإنجليزية والرياضيات بأداء الامتحانات في هاتين المادتين قبل عام من الموعد المعتاد (في نهاية الصف الثالث الثانوي/الصف التاسع).
تقدم مدرسة الأمم حاليًا دورات دراسية في المواد التالية لامتحانات IGCSE:
- أحياء (0610)
- فيزياء (0625)
- كيمياء (0620)
- اللغة الإنجليزية - اللغة الأولى (0500)
- اللغة الإنجليزية - الأدب (0486)
- اللغة الصينية - اللغة الأولى (0509)
- علوم الحاسوب (0478)
- رياضيات (0580)
- رياضيات إضافية (0606)
- وجهات نظر عالمية (0457)
- دراما (0411)
- فن (0400)
- موسيقى (0410)

تُعد مدرسة الأمم حاليًا المدرسة الوحيدة في ماكاو التي تقدم دورة دراسية في مادة الدراما ضمن برنامج IGCSE. عند بدء برنامج IGCSE في الصف الثالث الثانوي، يختار الطلاب دراسة واحدة من المواد الفنية التالية: الفن أو الموسيقى أو الدراما.
يبلغ متوسط الدرجة التي يحققها الطالب الثانوي الذي يدرس في برنامج IGCSE في مدرسة الأمم تقدير (A)، حيث يحقق معظم الطلاب عدة درجات A أو A*.

### برنامج دبلوم البكالوريا الدولية (IBDP)
برنامج دبلوم البكالوريا الدولية (IBDP) هو برنامج تعليمي مدته سنتان يستهدف الطلاب الذين تتراوح أعمارهم بين 16 و19 عامًا. يبدأ جميع الطلاب هذا البرنامج من الصف الخامس الثانوي (Form 5/الصف الحادي عشر) وينتهون منه في الصف السادس الثانوي (Form 6/الصف الثاني عشر) مع إجراء الامتحانات النهائية.
تُعد مدرسة الأمم حاليًا واحدة من مدرستين فقط في ماكاو تقدمان برنامج دبلوم البكالوريا الدولية كجزء من منهجها الدراسي (والمدرسة الأخرى هي المدرسة الدولية لماكاو). تقدم مدرسة الأمم المواد التالية ضمن برنامج دبلوم البكالوريا الدولية (تتوفر أيضًا مواد إضافية للدراسة عبر الإنترنت من خلال منصة Pamoja، لكنها غير مدرجة في القائمة أدناه):
المجموعة الأولى - دراسات في اللغة والأدب
- اللغة الإنجليزية: اللغة والأدب (مستوى عالٍ/مستوى عادي)

المجموعة الثانية - اكتساب اللغة
- اللغة الصينية B (مستوى عالٍ/مستوى عادي)
- لغة الماندرين للمبتدئين (مستوى عادي)

المجموعة الثالثة - الأفراد والمجتمعات
- إدارة الأعمال (مستوى عالٍ/مستوى عادي)
- علم النفس (مستوى عالٍ/مستوى عادي)

المجموعة الرابعة - العلوم التجريبية
- الكيمياء (مستوى عالٍ/مستوى عادي)
- الأحياء (مستوى عالٍ/مستوى عادي)
- الفيزياء (مستوى عالٍ/مستوى عادي)

المجموعة الخامسة - الرياضيات
- الرياضيات (مستوى عالٍ/مستوى عادي)
- دراسات رياضية (مستوى عادي)

المجموعة السادسة - الفنون
- الفنون البصرية (مستوى عالٍ/مستوى عادي)
- الموسيقى (مستوى عالٍ/مستوى عادي)

كما يتعين على طلاب برنامج دبلوم البكالوريا الدولية كتابة مقالة مطولة لا تتجاوز 4000 كلمة في موضوع يختارونه، بالإضافة إلى إكمال أنشطة CAS (الإبداع، النشاط، الخدمة) كجزء من متطلبات البرنامج.

## المنح الدراسية
تقدم المدرسة منحة دراسية للطلاب الذين يواجهون صعوبات مالية والذين أظهروا باستمرار اجتهادًا وتفوقًا أكاديميًا. ويُشترط أن يتميز الحاصلون على المنحة أيضًا بسلوكهم التعاوني، وودّهم، ومساعدتهم، واحترامهم للمعلمين والزملاء، والتزامهم بقواعد المدرسة. يتم تمويل المنح الدراسية من خلال جهود مستمرة لجمع التبرعات داخل المدرسة.

## وصلات خارجية
- الموقع الرسمي (بالإنجليزية)
- الموقع الرسمي (بالصينية)